# Nagia syba
Nagia syba là một loài bướm đêm trong họ Noctuidae.